# 鄭方城
鄭方城（1678年—1746年），字則望，號石幢，福建建安（今建甌）人，清朝政治人物，同進士出身。
早年科場不遇，雍正十一年（1733年）登癸丑科進士。官四川新繁縣知縣，有惠政，乾隆五年（1740年）重修三賢堂，高上桂疏浚東湖，“外覆以亭”，栽花植竹，曰“愛亭”。又曾纂修《新繁縣志》十四卷，後因事罢官。被聘主持锦江书院。著有《行炙集》。其弟為鄭方坤，二人同著有《卻掃齋唱和集》。